# Oscenità (film)
Oscenità (noto anche come Quando l'amore è oscenità) è un film del 1980, diretto da Renato Polselli.

## Distribuzione
Il film fu realizzato nel 1973 con il titolo Quando l'amore è oscenità, ma non ottenne il visto censura per la distribuzione. La versione originale descrive il concetto di "oscenità" in tempi e contesti culturali o diversi, arrivando addirittura a negarne l'esistenza. Una copia di questa prima edizione è conservata presso la Cineteca di Bologna.
Nel 1979 Polselli e il produttore Mushi Glam fecero rimontare e ridoppiare il film, cambiando completamente i dialoghi, per dare alla Commissione di censura l'idea che il film intendesse denunciare la sopraffazione della donna da parte dell'uomo e la mercificazione della sessualità. Questa nuova versione, intitolata semplicemente Oscenità, ottenne il divieto ai minori di 18 anni e uscì in sala l'anno seguente. Circolò anche nelle sale a luci rosse con inserti pornografici, tra i quali una scena di zoofilia.